# Cai Chusheng
Cai Chusheng 蔡楚生S, Cài ChǔshēngP (Shanghai, 12 gennaio 1906 – 15 luglio 1968) è stato un regista cinese.
È da molti considerato il regista più importante della storia del cinema cinese, perché è stato il primo a ottenere un riconoscimento internazionale con “Il canto dei pescatori” (1934) e perché negli anni Quaranta batte tutti i record di botteghino con il film “The Spring River Flows East”.

## Biografia
Nato a Shanghai nel 1906 da una famiglia di commercianti di tessuti, da ragazzino Cai lavora come apprendista presso un negozio di teiere. Nel 1926 il regista Chen Tia degli studi cinematografici Huaju di Shanghai viene a conoscenza del suo talento e lo invita a Shanghai, dove potrà sfruttare al meglio le sue potenzialità. Lavorando giorno e notte negli studi cinematografici, svolge qualsiasi mansione e dimostra di avere doti poliedriche: redige didascalie, progetta scenografie, sistema l'illuminazione eccetera, in questo periodo impara a maneggiare la macchina da presa, suscitando per questo l'ammirazione del suo datore di lavoro. La sua carriera arriverà ad una svolta decisiva quando comincerà a lavorare per gli studi Mingxing, dove incontra Zheng Zhengqiu (regista allora all'apice della fama), cui Cai critica i tradizionali film di “cappa e spada”, Zheng (uomo di larghe vedute) accetta la critica e in seguito realizzeranno quattro film insieme. Dopo il 1931 Cai Chusheng passa alla Lianhua, dove viene ufficialmente assunto come regista e sceneggiatore.
Nel 1932 dirige Pink dream, dove la maggior parte dei critici riconosce il suo grande talento, ma lo accusano di nascondere la realtà nella ricerca estetica e di sostituire la verità con le illusioni. Nel 1933 (anche grazie alle forti critiche dei critici cinematografici di sinistra) entra a far parte dell'Associazione dei Cineasti (un'organizzazione di sinistra che raccoglie esponenti della scena cinematografica); passando così dal gusto romantico a un quadro realista della società. Nei prossimi film Cai porta avanti il tema del conflitto fra ricchi e poveri e, nel 1935 vince al Festival Internazionale del Cinema di Mosca con il film Song of the Fishermen, questo film richiede diciotto mesi di lavorazione perché Cai decide di curare personalmente, gli effetti ottici e la registrazione della colonna effetti, viene girato fuori dagli Studi di Shanghai (evento rarissimo all'epoca), così diventando il primo regista cinese di fama mondiale.
Negli anni Trenta Cai trae ispirazione da un romanzo "Biao" per un soggetto sui bambini di strada;  si unisce ai trovatelli per indagare dal vero la vita di questi ragazzi. Nel '36, il film viene proiettato a Shanghai e a Pechino, accolto calorosamente, poiché solleva un grave problema sociale.
Nel '35 gira in due mesi “Donne nuove” ispirato all'attrice Ai Xia per lungo tormentata dalle riviste scandalistiche sulla sua vita privata, muore improvvisamente, girato assieme allo sceneggiatore Sun Shiyi e interpretato da Ruan Lingyu; Cai cerca di trasmettere alle donne il messaggio dell'importanza dell'indipendenza sia intellettuale sia economica.
Nel '46 Cai si prepara a girare The Spring River Flows East, nel frattempo le sue condizioni di salute peggiorano ed è costretto chiedere aiuto al giovane cineasta Zheng Junli che si occuperà della direzione delle riprese sul set, mentre Cai impartirà le istruzioni da casa giorno dopo giorno. Proiettato per due mesi di fila batte ogni record di incassi. Con questo film la sua carriera giunge all'apice.
Negli anni '60 progetta un nuovo film, che non finirà poiché muore il 15 luglio 1968.

## Filmografia
- Spring in the South (Nánguó zhī chūn) (1932)
- Pink Dream (Fěnhóng sè de mèng) (1932)
- Facing the National Crisis (Gòng fù guónàn) (1932)
- Dawn over the Metropolis (Dūhuì de zǎochén) (1933)
- Song of the Fishermen (Yú guāng qū) (1934)
- New women (Xīn nǚxìng) (1935)
- Lost Lambs (Mítú de gāoyáng) (1936)
- Fifth Brother Wang (Wáng lǎo wǔ) (1937)
- Orphan Island Paradise (Gūdǎo tiāntáng) (1939)
- Boundless Future (Qiánchéng wànlǐ) (1940)
- The Spring River Flows East (Yī jiāng chūnshuǐ xiàngdōng liú shàng jí) (1947)
- Waves on the Southern Shore (Nánhǎi cháo) (1963)